# Matanao
Matanao (Bayan ng Matanao) är en kommun i Filippinerna. Kommunen ligger på ön Mindanao, och tillhör provinsen Davao del Sur. Folkmängden uppgår till 46 916 invånare.

## Barangayer
Matanao är indelat i 33 barangayer.
| - Asbang - Asinan - Bagumbayan - Bangkal - Buas - Buri - Camanchiles - Ceboza - Colonsabak - Dongan-Pekong - Kabasagan | - Kapok - Kauswagan - Kibao - La Suerte - Langa-an - Lower Marber - Cabligan (Managa) - Manga - New Katipunan - New Murcia - New Visayas | - Poblacion - Savoy - San Jose - San Miguel - San Vicente - Saub - Sinaragan - Sinawilan - Tamlangon - Towak - Tibongbong |